# 别技军
别技军，正式名称为教练兵队，是朝鲜历史上第一支近代化军队，由日本人训练。

## 创建
1876年朝鲜开港以后，统治朝鲜的闵妃集团开始实行改革，军事改革是最先进行的部分。1881年（高宗十八年）四月二十三日，在日本驻朝公使花房义质和兵曹判书闵谦镐的建议下，朝鲜王朝正式设立了别技军（“别技军”即精锐部队之意），教授新式武器及战法，由日本陆军工兵少尉堀本礼造担任教官，负责训练别技军。

## 概况
别技军兵源来自朝鲜京军五营（训练都监、龙虎营、禁卫营、御营厅、总戎厅），从中选拔80名士兵来组成别技军。别技军由闵妃的侄子闵泳翊掌管，任教练所堂上；正领官为韩圣根，左副领官为尹雄烈，右副领官为金鲁莞，参领官为禹范善。
别技军以小铳和洋枪为主要武装，训练地点是汉城（今首尔）西大门外的下都监。此后人数逐渐增加，到壬午兵变前夕时达到400人。作为军事改革的另一部分，闵妃集团还从京城两班子弟中选出100多人，称为“士官生徒”，前往日本户山军校进接受军事教育和训练，以作为别技军军官的后备力量。

## 波折
别技军作为一支新式军队，成为了闵妃集团的宠儿，对其特别重视和优待。与此同时，旧式军队的地位却迅速下降，与别技军形成鲜明对比。别技军装备先进，衣装整齐，军饷丰厚，而旧式军队的待遇十分糟糕，竟10多个月欠发军饷。不仅如此，闵妃集团还决定扩充别技军，减少旧军队，将京军五营缩编为武卫、壮御两营，半数旧式军人被迫解甲。在这种情况下，别技军与旧式军队的矛盾日益尖锐。
不仅如此，别技军与朝鲜百姓的矛盾也不断激化。本来别技军由日本人训练，许多朝鲜人对此非常不满，因此民间都俗称其为“倭别技”。而且别技军训练时“荷铳跳踢，尘粉蔽空”，附近居民生活深受其干扰，对其更加憎恨。因此别技军虽然为近代化的新式军队，却在朝鲜不得人心，处于非常孤立的地位。
到了1882年7月23日（高宗十九年六月初九日），由于拖欠军饷13个月及反感别技军，旧式军人终于发动暴动，大量汉城市民参与进来，史称“壬午兵变”。别技军作为壬午兵变的祸首之一而遭到攻击，旧式军队在兵变当天下午围攻别技军所在的下都监。闵妃集团企图依靠别技军来压制哗变军队，正巧这日别技军放假，400名别技军大部分回家了，只有20多名别技军士兵和堀本礼造等负责人。哗变士兵和附近民众很快击破别技军，杀死了营官丁龙燮，砸毁洋枪。堀本礼造趁乱逃跑，起义士兵和市民一路追赶，最终堀本礼造被汉城市民孙顺吉、孔致元以及下都监的杂役尹顺龙活活打死。
壬午兵变导致闵妃集团倒台，高宗生父兴宣大院君上台执政。大院君下令裁撤别技军。既而闵妃引来清朝军队平定兵变，别技军由得以恢复，但元气大伤。1883年（高宗二十年）八月一日，别技军被合并进御营厅，至此退出了历史舞台。

## 意义
别技军是朝鲜历史上最早的近代化新式軍隊，代表著處在新時代的潮流中原本保守鎖國的朝鮮王朝嘗試接受開化走向近代化的象徵，但施行的缺失卻也成了壬午兵变發生的原因之一，雖然遭遇到了守舊派的反撲而嘎然而止，但對於朝鮮王朝來說是在甲午更張前一次別具意義的里程碑。